# L'Inconnue (nouvelle)
Pour les articles homonymes, voir L'Inconnue.
L'Inconnue est une nouvelle de Guy de Maupassant, parue en 1885.

## Historique
La nouvelle est publiée initialement dans le quotidien Gil Blas du 27 janvier 1885, avant d'être reprise dans le recueil Monsieur Parent.

## Résumé
L’aventure est contée par le baron Roger des Annettes. Sur le pont de la Concorde, il rencontre une inconnue qui lui fait « un effet… mais un effet… étonnant. »

## Éditions
- Gil Blas, 1885
- Monsieur Parent, recueil  paru en 1885 chez l'éditeur Paul Ollendorff.
- Maupassant, Contes et Nouvelles, tome II, texte établi et annoté par Louis Forestier, éditions Gallimard, Bibliothèque de la Pléiade, 1979.

## Lire
- Lien vers la version de L'Inconnue dans Monsieur Parent